# کورت لاند
کورت لاند (آلمانی: Kurt Land؛ ۱۹ فوریه ۱۹۱۳ – ۱۳ ژوئیه ۱۹۹۷) کارگردان و تدوین‌گر اتریشی‌الاصل اهل آرژانتین بود.
از فیلم‌هایی که وی در آن‌ها نقش داشته‌است، می‌توان به مادام بوواری و گناه اشاره نمود.